# Tipula handschini
Tipula handschini är en tvåvingeart som beskrevs av Mannheims 1967. Tipula handschini ingår i släktet Tipula och familjen storharkrankar. Inga underarter finns listade i Catalogue of Life.